# Głodne Jezioro
Głodne Jezioro (pot. Jezioro Głodne) – śródleśne jezioro dystroficzne w Polsce, położone w województwie pomorskim, w powiecie wejherowskim, w gminie Wejherowo, na obszarze leśnym Puszczy Darżlubskiej.

## Przyroda
W jeziorze żyje wiele osobników gatunków płazów, np. ropucha szara, żaba moczarowa i żaba trawna, opisanych w dokumencie „Jezioro Głodne – Płazie Eldorado”.